# Institut für wehrwissenschaftliche Zweckforschung
Das Institut für wehrwissenschaftliche Zweckforschung (IWZ) war ein der SS-Einrichtung Forschungsgemeinschaft Deutsches Ahnenerbe untergeordnetes Institut.

## Entstehung
Aus der Forschungsgemeinschaft Deutsches Ahnenerbe entsprang 1942 das Institut für wehrwissenschaftliche Zweckforschung. Heinrich Himmler wurde auf August Hirt und seiner Intravitalmikroskopie aufmerksam und forderte die Forschungsgemeinschaft Ahnenerbe auf, sich um das Gebiet der Wehrwissenschaft zu erweitern. Himmler meinte, dass die Intravitalmikroskopie der Wehrmacht dienen könnte, indem diese Art des Mikroskopierens zeigen könnte, wie Insekten Krankheitserreger auf den Menschen übertragen. Aus solchen Forschungen könnten Präventionsmaßnahmen gegen die Infizierung von Krankheiten durch Insekten abgeleitet werden.
Der Geschäftsführer der Forschungsgemeinschaft Deutsches Ahnenerbe Wolfram Sievers versuchte August Hirt zu überzeugen, im Entomologischen Institut der Waffen-SS mitzuarbeiten, was Hirt mehrfach ablehnte. Am 16. Juni 1942 trafen sich Hirt und Sievers zu einer Besprechung über die nähere Zusammenarbeit zwischen August Hirt und der Forschungsgemeinschaft Ahnenerbe. Im Diensttagebuch von Sievers vermerkte dieser, dass gegebenenfalls ein Institut für wehrwissenschaftliche Zweckforschung gegründet werden könne. Sievers schrieb einen Geheimvermerk, der die Gründung des Instituts forderte. Den Geheimvermerk sandte Sievers an Rudolf Brandt als Referent von Himmler und fügte einen vorformulierten Gründungsbefehl des IWZ bei. Am 7. Juli 1942 gab Himmler sein Einverständnis zur Gründung des IWZ.

### Abteilungen des IWZ
Das IWZ hatte drei Abteilungen. Die Abteilung M (Eduard May), die Abteilung R (Sigmund Rascher) und die Abteilung H (August Hirt). Wolfram Sievers übte faktisch die Aufgaben des Direktors des Instituts der wehrwissenschaftlichen Zweckforschung aus, jedoch wurde ihm die Position nie offiziell zugeschrieben.

### Verbindung mit der Reichsuniversität Straßburg und dem KZ Natzweiler-Struthof
August Hirt versuchte seine Abteilung in die Medizinische Fakultät der Reichsuniversität zu bringen, was Karl Schmidt, der Rektor der Universität, jedoch mit der Begründung abwies, dass die Reichsuniversität bereits über ein Forschungsinstitut verfüge. Da August Hirt Direktor des Anatomischen Instituts der Reichsuniversität Straßburg war, kam es trotzdem zu Überschneidungen zwischen dem IWZ und der Universität. August Hirt führte im Auftrag des Ahnenerbes gemeinsam mit Otto Bickenbach und Eugen Haagen Menschenversuche im KZ Natzweiler-Struthof durch. Bickenbach und Haagen waren beide ebenfalls an der Reichsuniversität angestellt.